# Ksenia Paroubets
Ksenia Aleksandrovna Paroubets (en russe : Ксения Александровна Парубец) (née Iltchenko le 31 octobre 1994 à Iekaterinbourg) est une joueuse de volley-ball russe. Elle mesure 1,84 m et joue au poste de réceptionneuse-attaquante. Elle totalise 37 sélections en équipe de Russie.

## Biographie
Sa mère est ancienne joueuse russe de volley-ball Irina Iltchenko.

## Clubs
| Club               | De          | À           |
| ------------------ | ----------- | ----------- |
| Ouralotchka NTMK-2 | 2008 - 2009 | 2011 - 2012 |
| Ouralotchka NTMK   | 2012 - 2013 | …           |

## Palmarès

### Équipe nationale
- Championnat d'Europe
  - Vainqueur : 2015.
- Grand Prix mondial
  - Finaliste : 2015.

### Clubs
- Coupe de la CEV
  - Finaliste : 2014.
- Challenge Cup
  - Finaliste : 2015.
- Championnat de Russie
  - Finaliste : 2016.

### Distinctions individuelles
- Championnat d'Europe féminin de volley-ball des moins de 20 ans 2012: Meilleure serveuse[1].